# Bull (televisieserie, 2016)
Bull is een Amerikaanse televisieserie met in de hoofdrol Michael Weatherly. De reeks ging op 20 september 2016 in première op CBS. In de reeks volgt de kijker Dr. Jason Bull, psycholoog en expert in de "rechtbankwetenschap".
Ook in Nederland (Net5) en België (VIER) verscheen de serie in 2017 op televisie.

## Verhaal
Elke aflevering draait rond de medewerkers van 'Trial Analysis Corporation', dat geleid wordt door Dr. Jason Bull. Dr. Bull en zijn team staan de cliënten van TAC en hun advocaten bij tijdens een proces in de rechtbank. Zo helpen ze bij het selecteren van de juryleden én het uitstippelen van de beste verdedigingsstrategie.

## Rolverdeling
| Acteur              | Personage      |
| ------------------- | -------------- |
| Michael Weatherly   | Dr. Jason Bull |
| Freddy Rodriguez    | Benny Colón    |
| Geneva Carr         | Marissa Morgan |
| Christopher Jackson | Chunk Palmer   |
| Jaime Lee Kirchner  | Danny James    |
| Annabelle Attanasio | Cable McCrory  |
| Mackenzie Meehan    | Taylor Rentzel |

### Terugkerende rollen
- Dena Tyler - Liberty Davis
- Jill Flint - Diana Lindsay
- Yara Martinez - Isabella "Izzy" Colón
- Eliza Dushku - J.P. Nunnelly
- Gary Wilmes - Kyle Anderson/Robert Allen
- Jazzy Williams - Anna Palmer
- David Furr - Greg Valerian